# Rambler Channel
Rambler Channel är ett sund i Hongkong (Kina). Det ligger i den norra delen av Hongkong.